# Pierre Sansot
Pour les articles homonymes, voir Sansot.
Pierre Sansot, né le 9 juin 1928 à Antibes et mort le 5 mai 2005 à Narbonne,, est un anthropologue, philosophe et sociologue français.

## Biographie
Pierre Sansot passe son enfance et son adolescence entre Saint-Pierre-de-Caubel, Villeneuve-sur-Lot et Marmande, périodes qu'il relate dans trois de ses ouvrages : Cahiers d'enfrance, Les Pilleurs d'ombres et Bains d'enfance.
Reçu deuxième à l'agrégation de philosophie en 1954 après être passé par les lycées Louis-le-Grand et Henri-IV, il enseigne la philosophie et l'anthropologie à l'université Pierre Mendès-France de Grenoble, puis à l'université Paul-Valéry de Montpellier. Sa thèse de doctorat donne lieu à la publication de son premier livre : Poétique de la ville.
D'un abord facile et en décalage par rapport à la tradition universitaire, son œuvre a la particularité de s'attacher au repérage des petites choses du quotidien qui donnent du sens à la vie des gens ordinaires. Dans Les Gens de peu, un ouvrage de microsociologie, il décrit les moments de sociabilité que les couches populaires mettent en œuvre pour enrichir un quotidien trivial et aliéné. D'autres ouvrages prolongent la même démarche en recherchant le jouissif à travers des thèmes aussi variés que la beauté du paysage et la pratique de la conversation, du rugby, de la promenade, de la lenteur, etc.
La bibliothèque de Saint-Pastour porte le nom de Pierre Sansot. Elle fut baptisée de son vivant, en sa présence : Pierre Sansot a toujours été ému et étonné que ce soit possible, à l'instar de son ami Paul Guth qui n'a pas connu « sa » bibliothèque villeneuvoise.

## Œuvres
Ouvrages techniques
- Poétique de la ville, Klincksieck, 1971. Réédition Petite Bibliothèque Payot, 2004
- L'espace et son double / De la résidence secondaire aux autres formes secondaires de la vie sociale (ouvrage collectif avec Hélène Strohl, Henry Torgue, Claude Verdillon), Éditions du Champ Urbain, Centre de recherche d'urbanisme, Paris 1978
- Variations paysagères, Klincksieck, 1983. Réédition Petite Bibliothèque Payot, 2009
- La France sensible, Champ Vallon, 1985. Réédition petite bibliothèque Payot, 1995
- Les Formes sensibles de la vie sociale, 1986. Presses Universitaires de France.
- Cahiers d'enfrance, Champ Vallon, 1989. Réédition petite bibliothèque Payot, 1994
- Le Rugby est une fête, Plon, 1991; réédition sous le titre Le Rugby est une fête, et le tennis non plus, Petite Bibliothèque Payot, 2002
- Les Gens de peu, PUF, 1992. Rééd. 1994 et 2002
- Papiers rêvés, papiers enfuis, Fata Morgana, 1993
- Jardins publics, Payot, 1994. Rééd. 1995
- Les Pilleurs d'ombres, Payot, 1994. Rééd. Corps 16, 1995
- Les Vieux ça ne devrait jamais devenir vieux, Payot, 1995 et 2001
- Les Pierres songent à nous, Fata Morgana, 1995
- Demander la Lune, Fata Morgana, 1995
- Du bon usage de la lenteur, Payot, 1998. Rééd. Corps 16, 1999 et Rivages, 2000
- Chemins au vent. L'art de voyager, Payot, 2000. Rivages, 2002
- Narbonne, ville ouverte, Fata Morgana, 2000
- J’ai renoncé à vous séduire, Desclée De Brouwer, 2002
- Bains d'enfance, Payot, 2003
- Jardins publics, Payot, 2003
- Le Goût de la conversation, De Brouwer, 2003
- La beauté m'insupporte, Payot, 2004
- Ce qu'il reste, Payot, 2006 [ouvrage posthume]
- Paysages de l'existence, Infolio, 2015 [recueil d'articles partiellement inédits] [ouvrage posthume]
- La marginalité urbaine, Payot, 2017 [ouvrage posthume]

Roman
- Il faudra traverser la vie, Grasset, 1999